# Église de la Mère-de-Dieu de Morović
Pour les articles homonymes, voir Église de la Mère-de-Dieu.
L'église de la Mère-de-Dieu de Morović (en serbe cyrillique : Српска православна црква Свете Богородице у Моровићу ; en serbe latin : Srpska pravoslavna crkva Svete Bogorodice u Moroviću) est une église orthodoxe serbe située à Morović en Serbie, dans la municipalité de Šid et dans la province de Voïvodine. Elle est inscrite sur la liste des monuments culturels de grande importance de la république de Serbie (identifiant no SK 1364).

## Présentation
L'église a été construite à l'emplacement de l'ancienne église orthodoxe de Morović datant du début du XVIIIe siècle.
Elle est constituée d'une nef unique prolongée par une abside demi-circulaire ; un clocher domine la façade occidentale. Les façades sont rythmées par des pilastres aux chapiteaux profilés qui encadrent les fenêtres. Au rez-de-chaussée de la façade occidentale se trouve une avancée centrale avec trois entrées cintrées au-dessus desquelles s'ouvrent une fenêtre centrale et deux niches latérales. Au-dessous du toit à deux pans court une corniche qui, dans la partie occidentale de l'édifice, est surmontée par un fronton baroque.
La même orientation stylistique se retrouve dans la sculpture et la partition de l'autel, à laquelle se mêlent aussi des éléments rococo. L'iconostase, quant à elle, ne présente pas de véritable unité stylistique ; on y trouve des éléments empruntés à l'ancienne église du début du XVIIIe siècle et d'autres parties plus tardives ; des icônes remontant aux années 1770 sont attribuées à Vasilije Romanovič, un peintre ukrainien venu s'installer dans la métropole de Karlovci ; son disciple Mojsej Subotić a pris la relève de son maître dans la réalisation des peintures.